# 報告典獄長
《報告典獄長》，是1988年由曾志偉和朱延平導演的一部臺灣喜劇片，演員包括曾志偉、胡瓜、廖峻、張菲、倪敏然、陳松勇、澎恰恰、鄭進一、邢峰、檢場、卓勝利、康弘等人。

## 劇情概述
剛入獄的小馬（曾志偉）與阿豪（廖峻）早就聽聞監獄陋習，為了保護自己，他們互幫對方畫上刺青 裝老大，經過入獄程序之後被送進大牢，大牢中眾人虎視眈眈地盯著他們。
他們倆大搖大擺地走到床邊，開始拿誰睡下鋪為題作起戲來，並且刻意露出畫好的刺青與刀疤彈孔。這舉動引來大大哥（陳松勇飾）的友善款待，他們誇誇其談，卻沒注意身上畫的刺青在招待中被擦掉....
而後，遇見獄中的卒仔（澎恰恰），向他們介紹獄中重要人物，大大哥負責地下福利社福利
還有熱衷音樂的哥哥大（鄭進一）、跟大哥哥(胡瓜)，笑面虎、大哥大（邢峰）則是掌法，以及喜歡幼齒的大哥大大（倪敏然）
這些老大們在獄中衍生出不少事件，而最終都得倚賴典獄長（張菲）來解決，小馬及阿豪將會遇到什麼樣的風波呢.....？

## 演員
| 人物角色   | 演員   | 暱稱     |
| ---------- | ------ | -------- |
| 小馬       | 曾志偉 |          |
| 阿豪       | 廖峻   |          |
| 陳大砲     | 陳松勇 | 大大哥   |
| 卒仔       | 澎恰恰 |          |
| 狗腿一     | 鄭進一 | 哥哥大   |
| 走狗瓜     | 胡瓜   | 大哥哥   |
| 笑面虎     | 邢峰   | 大哥大   |
| 倪棒槌     | 倪敏然 | 大哥大大 |
| 典獄長     | 張菲   |          |
| 犯責房犯人 | 顧寶明 |          |
| 犯責房老大 | 鄭進二 |          |
| 康獄長     | 康弘   |          |
|            | 檢場   |          |
|            | 卓勝利 |          |
| 拳擊對手   | 林偕文 |          |
| 獄警       | 林光寧 |          |

### 歌曲
| 曲別   | 歌名       | 演唱者       | 作詞                                                   | 作曲   |
| 主題曲 | 你還有我   | 姜育恆       | 陳家麗                                                 | 于仲民 |
| 插曲   | 綠島小夜曲 | 鄭進一、胡瓜 | 潘英傑                                                 | 周藍萍 |
| 插曲   | 後悔的目屎 | 澎恰恰       | 陳亦慧                                                 | 陳宏   |
| 插曲   | 明天會更好 | 鄭進一、胡瓜 | 羅大佑、張大春、許乃勝、李壽全、邱復生、張艾嘉、詹宏志 | 羅大佑 |
| 插曲   | 乾一杯     | 葉啟田       | 俞隆華                                                 | 俞隆華 |

## 外部連結
- 開眼電影網上《報告典獄長》的資料（繁體中文）
- 香港影庫上《報告典獄長》的資料（繁體中文）
- 豆瓣电影上《報告典獄長》的資料 （简体中文）
- 互联网电影数据库（IMDb）上《報告典獄長》的资料（英文）